# Ljungaverk (musikalbum)
Ljungaverk är ett studioalbum utgivet av Stiftelsen 2012. "Vart jag än går" blev en hit. Detta är Stiftelsens debutplatta.

## Låtlista
| Nr           | Titel                       | Längd |
| ------------ | --------------------------- | ----- |
| 1.           | Viljan                      | 4:12  |
| 2.           | Du är ju allting            | 4:07  |
| 3.           | Nu får du gå hem...         | 3:36  |
| 4.           | I dag                       | 5:50  |
| 5.           | När herr Ångström hade fest | 3:59  |
| 6.           | Vildhjärta                  | 4:23  |
| 7.           | Härifrån                    | 1:55  |
| 8.           | Vart jag än går             | 3:28  |
| 9.           | Ur balans                   | 3:16  |
| 10.          | Rotlös                      | 4:54  |
| Total längd: | Total längd:                | 39:40 |

| 11. | Vildhjärta (Söndagsversionen) | 4:07 |

## Musiker
- Robert Pettersson - sång, gitarr
- Micke Eriksson - gitarr
- Arne Johansson - elbas
- Martin Källström - trummor

## Listplaceringar
| Lista (2012) | Topplacering |
| ------------ | ------------ |
| Sverige      | 2            |

### Fotnoter
1. ↑  ”Ljungaverk”. Hitparad. Arkiverad från originalet den 23 mars 2016. https://web.archive.org/web/20160323225124/http://hitparad.se/showitem.asp?interpret=Stiftelsen&titel=Ljungaverk&cat=a. Läst 15 november 2012.